# Force magnétomotrice
Pour les articles homonymes, voir FMM.
La force magnétomotrice (FMM) ou magnétomotricité (Unité SI : ampère) est une force physique motrice qui génère un flux magnétique. Dans ce contexte, l'expression « force motrice » est utilisée dans le sens général de « potentiel de travail », et est semblable, mais distincte de la force mesurée en newtons. La force magnétomotrice tire son nom de son rôle dans les circuits magnétiques analogue à celui de la force électromotrice dans les circuits électriques.

## Unités SI ou CGS?
- L'unité SI de la force magnétomotrice est l'ampère (A), qui représente un courant électrique direct et régulier d'un ampère circulant dans une spire de matériau conducteur dans le vide.
- L'unité CGS de la force magnétomotrice est le gilbert (Gb), introduit par la CEI en 1930[1]. Le gilbert est défini différemment, et est légèrement plus faible que l'ampère. Son nom provient de William Gilbert (1544–1603), physicien, astronome et philosophe anglais.

Le rapport de conversion entre les unités SI et CGS est {\displaystyle {\frac {10}{4\pi }}} (≈ 0,795774715 ampère pour chaque gilbert).
- Entre l'unité CGS et l'unité SI, l'unité MKS[2] de la force magnétomotrice était l'ampère-tour (At). Les ampères-tours sont encore fréquemment utilisés, car la valeur en unités SI (ampère) est le produit du courant dans une bobine par le nombre de spires de la bobine qui contribue à la magnétomotricité totale.

## Équations
La force magnétomotrice {\displaystyle {\mathcal {F}}} dans un inducteur ou électro-aimant constitué par une bobine de fil est donnée par :
{\displaystyle {\mathcal {F}}=NI}
où N est le nombre de spires dans la bobine et I le courant dans le fil.
L'équation du flux magnétique dans un circuit magnétique, qu'on appelle également loi d'Hopkinson, est décrite par :
{\displaystyle {\mathcal {F}}=\Phi {\mathcal {R}}}
où Φ est le flux magnétique et {\displaystyle {\mathcal {R}}} la réluctance du circuit magnétique. On peut remarquer que la force magnétomotrice joue un rôle similaire à la tension U dans la loi d'Ohm : U = R ⋅ I.

### Ouvrage
- (en) The Penguin Dictionary of Physics, 1977, 448 p. (ISBN 0-14-051071-0)